# (3278) Běhounek
(3278) Běhounek (1984 BT; 1982 XA2; 1965 WN; 1953 VV1; 1939 HE) ist ein ungefähr 31 Kilometer großer Asteroid des äußeren Hauptgürtels, der am 27. Januar 1984 vom tschechischen, damals tschechoslowakischen, Astronomen Antonín Mrkos am Kleť-Observatorium auf dem Kleť in der Nähe von Český Krumlov in der Tschechischen Republik (IAU-Code 046) entdeckt wurde.

## Benennung
Der Asteroid (3278) Běhounek wurde nach František Běhounek (1898–1973) benannt, der der erste Professor für das Spezialgebiet der kosmischen Strahlung in der Physik an der Karls-Universität in Praha war. Er war zudem Mitglied der Luftschiffexpedition von Umberto Nobile zum Nordpol mit dem Luftschiff Norge.